# Выдры
Выдры, или настоящие выдры, или обыкновенные выдры, или речные выдры (лат. Lutra), — род хищных млекопитающих семейства куньих (Mustelidae).

## Описание
У выдр вытянутое туловище с короткими конечностями и толстым мускулистым хвостом. Голова округлая, пасть притуплённая. Маленькие уши и ноздри выдры могут закрываться под водой. Густая и водонепроницаемая шерсть окрашена в коричневый цвет, нижняя сторона немного светлее верхней, а шея и вовсе может быть беловатой. 
Эти животные достигают длины тела от 40 до 95 см, хвост насчитывает от 25 до 60 см, а масса составляет от 2 до 19 кг. Самцы, как правило, массивнее самок.
Сфера обитания выдр неразрывно связана с водой, как правило, выдры живут в пресноводных водоёмах, изредка также в устьях рек и на морских побережьях. Эти животные могут быть активными как в дневное, так и в ночное время, однако охотятся главным образом ночью. На протяжении дня они прячутся в своём строении. Выдры отлично плавают и ныряют.
Пища выдр состоит в основном из рыбы, лягушек, ракообразных, а также иногда из небольших водных птиц и млекопитающих.

## Виды
Американское общество маммологов (ASM Mammal Diversity Database) признаёт 7 видов выдр:
- Капская бескоготная выдра (Lutra capensis)
- Азиатская бескоготная выдра (Lutra cinerea)
- Африканская выдра (Lutra congica)
- Выдра (Lutra lutra)
- † Японская выдра (Lutra nippon)
- Гладкошёрстная выдра (Lutra perspicillata)
- Суматранская выдра (Lutra sumatrana)

Роды Aonyx (A. capensis, A. congicus и часто A. cinereus), Amblonyx (A. cinereus) и Lutrogale (L. perspicillata) были включены в синонимику рода в 2022 году. Ранее в состав этого рода включали также виды современных родов Hydrictis и Lontra.